# Меморијални комплекс Бошко Буха
Меморијални комплекс „Бошко Буха“ се налази у селу Јабука, код Пријепоља и посвећен је пионирима и омладинцима Југославије погинулим у Народноослободилачкој борби. Повод за стварање овог меморијалног комплекса је обележавање места где је 27. септембра 1943. године погинуо борац-бомбаш и народни херој Бошко Буха.
Уређење овог меморијалног комплекса почело је 1964. године, а одлуком Скупштине општине Пријепоље од 30. маја 1986. године проглашен је културним добром од изузетног националног значаја и налази се под заштитом Завода за заштиту споменика културе.

## Јабука
Село Јабука смештено је на истоименој висоравни и налази се тачно на пола пута између Пријепоља (15 км) и Пљеваља (14 км). Са брежуљака јабучке висоравни поглед досеже до врхова Дурмитора, Љубишње, Бјеласнице, Златара и Јадовника. Јабука обилује планинским изворима хладне и питке воде, а клима је особена — лета су релативно блага, а зиме дуге и снежне. Налази се на 1.297 метара надморске висине, где струји чист планински ваздух, а има разноврсног биља.
Јабука је 1969. године повезана новим асфалтним путем са Пријепољем и Пљевљима, јер је стари макадамски пут преко Савиног Лакта често, а посебно зими, био непроходан. Исте године Планинарски савез Југославије је трасирао планинску трансверзалу „Бошко Буха”, која је отворена за Дан младости. Ова трансверзала дуга је 150 километара и протеже се на релацији: Пријепоље—Јабука—Пљевља—Ђурђевића—Жабљак.
У прошлости Јабука је била караванска станица на путу Дубровник—Блиски исток, а након Берлинског конгреса, 1878. године била је гранична линија између Аустроугарске и Османлијског царства. У оближњем селу Бабине, 1875. године је избила Бабинска буна, у којој је учествовало и доста становника Јабуке. У току Другог светског рата околина Јабуке је била терен на коме су се готово непрекидно водиле борбе. Након неуспелог партизанског напада на Пљевља, 1. децембра 1941. године, италијански окупатор је извео стравичне одмазде над становништовом попаливши неколико села. Италијани су 7. децембра у Јабуци запалили 47 кућа и на свиреп начин убили 46 становника.

## Историјат Меморијалног комплекса
Идеја за трајно обележавање места погибије легендарног борца-бомбаша Друге пролетерске ударне бригаде и народног хероја Бошка Бухе (1926—1943) потекла је 1959. године од пионира Пријепоља и Пљеваља. Ову иницијативу прихватио је Савез пионира Југославије и покренута је акција током које су пионири из читаве Југославије сакупљали новац за изградњу пионирског спомен-дома. Изградњу спомен-дома, поред пионира помагале су и разне радне организације, а највећу помоћ је пружио Текстилни комбинат „Љубиша Миодраговић” из Пријепоља. Спомен-дом од 840 квадратних метара довршен је 1964. године и одмах је постао састајалиште пионира из свих делова Југославије.
Убрзо по изградњи спомен-дома, поставило се питање како зграду одржавати и на који начин организовати живот у дому. Текстилни комбинат, који је уложио знатни део средстава у изградњу дома, покренуо је расправу шта да се ради са спомен-домом. Ученици Основне школе „Бошко Буха” из Пљеваља тада су покренули иницијативу да Спомен-дом „Бошко Буха” постане пионирски. Општинска комитет Савеза социјалистичке омладине Пљеваља тада је у заједници са Општинским комитетом Савеза социјалистичке омладине Пријепоља, организовао сусрет младих на Јабуци, који је одржан 17. октобра 1966. године и на коме је одржан велики историјски час који је назван — Меморијална свечаност „Бошко Буха”. Овај скуп је касније постао традиционалан и одржавао се сваке године 27. септембра на дан Бошкове погибије, под називом Југословенске пионирске свечаности „Бошко Буха”. Тог дана окупљали су се представници пионирских и борачких организација из Вировитице, Чајетине, Гостивара, Босанске Градишке, Старе Пазове, Белегиша, Љубљане, Никшића, Ђаковице, Богатића, Пљеваља, Пријепора и других места. Том приликом од присутних пионирских одреда формирао се Југословенски пионирски здружени одред „Бошко Буха”, а први начелник овог здруженог одреда био је Бошко Буха, синовац народног хероја Бошка Бухе. Тог дана одржавао се и велики историјски час, коме су присуствовали и ратни другови Бошка Бухе из Друге пролетерске ударне бригаде. Ове свечаности трајале су обично два дана —27. и 28. септембра. Са ове пионирске свечаности 1975. године је потекла иницијатива за снимање филма „Бошко Буха”.
На месту погибије Бошка Буха постављен је 17. октобра 1966. године камени белег са натписом — Овде је 1943. године погинуо пионир, борац и народни херој Бошко Буха, пионири и омладина Југославије. Око спомен-обележја тада је посађено симболичних седамнаест борова, у знак сећања на седамнаест година колико је имао Бошко Буха када је погинуо. Откривању овог спомен-обележја присуствовао је Раде Буха, Бошков отац. Неколико година касније јавила се идеја да се Бошку Бухи подигне споменик, па је у пионирском листу „Кекец” расписан конкурс „Како замишљам споменик Бошку Бухи”. Преко 6.800 пионира из читаве Југославије тада је послало своје предлоге, а комисија на челу са Богданом Богдановићем изабрала је рад пионирке Јадранке Берић, ученице из Горњег Милановца. Она је споменик описала следећим речима — Благ, дечији осмех на лицу, поглед уперен према Београду, пушка о рамену, бомба у руци, стоји Бошко Буха на листовима отворене књиге. Идеју за овај споменик у бронзи је обликовала вајарка Мира Летица и он је постављен на брду Видиковцу са кога се пружа поглед на читаву околину. Споменик је свечано откривен 27. септембра 1970. године на двадесетседму годишњицу погибије Бошка Бухе. Поред Бухе овај споменик је био посвећен свим пионирима погинулим у Народноослободилачком рату.
У непосредној близини Спомен-дома „Бошко Буха”, на предлог Савеза удружења бораца Народноослободилачког рата Југославије и Савеза социјалистичке омладине Југославије, 27. септембра 1973. године су постављене бисте осам пионира и омладинаца палих у Народноослободилачком рату — Саве Јовановића Сирогојна, Вере Мишчевић, Драгана Ковачевића, Лепе Радић, Милана Мравље, Ганимете Тeрбeеши, Злата Малаковског и Мате Блажине. Ове спомен-бисте израдио је наставник Љубоје Чабаркапа из Пљеваља, а простор око њих је назван Алеја неустрашиве младости.
У непосредној близини Алеје неустрашиве младости, а испред зграде Спомен-дома „Бошко Буха”, септембра 1983. године постављена је спомен-биста Славе Ковића, а септембра 1984. године спомен-биста Бошка Бухе. Обе ове спомен-бисте израдила је вајарка Дринка Радовановић.
Због поновних тешкоћа око пословања спомен-дома, он је био предат на коришћење туристичко-угоститељском предузећу „Путник” из Београда. Средином 1970-их година на Јабуци је изграђен угоститељско-туристички објекат, који је настао преуређењем бившег омладинског насеља изграђеног 1971. године за потребе смештаја омладинских радних бригада које су радиле на изградњи пруге Београд—Бар. За пет година кроз ово насеље је прешло преко 14.000 омладинаца сврстаних у 240 радних бригада. У знак сећања на учешће омладине на изградњи пруге, на Јабуци је 1974. године подигнуто спомен-обележје, чији је аутор био Ратко Спајић, учесник радне акције. Након завршетка радне акције, омладинско насеље је преуређено у спаваонице са 350 лежајева, а био је изграђен и угоститељски објекат који је имао ресторан са 450 места, као и просторије за разоноду и забаву. Због својих природних погодности, на Јабуци се тада развијао планински туризам, а поред пионирског, она је постала и омладински смучарски центар. Туристички савез Србије је Јабуци 1984. године доделио награду „Туристички пупољак”.
Одлуком Скупштине општине Пријепоље од 30. маја 1986. године Меморијални комплекс „Бошко Буха“ је проглашен културним добром од изузетног националног значаја и он се налази под заштитом Завода за заштиту споменика културе.
Све до почетка 1990-их и распада СФРЈ меморијални комплекс „Бошко Буха“ је био једна од најпосећенијих туристичких дестинација, коју су обилазиле многе школске екскурзије. Касније током година број посетилаца је почео да слаби, да би на крају због недостатка финансирања музеј био затворен, а Спомен-дом приватизован.

## Музеј пионира и омладине Југославије
У оквиру Меморијалног комплекса „Бошко Буха” налазио се и „Музеј пионира и омладине Југославије”. Он је био смештен у зграду које је првобитно била коришћена за потребе омладинских радних бригада, а након завршетка радне акције је била преуређена у музеј. Поставка овог музеја је приказивала три периода — учешће омладине у револуционарном раду Комунистичке партије Југославије, учешће омладине у Народноослободилачком рату и учешће омладине у послератној обнови и изградњи земље. Обухватала је 270 факсимила историјских докумената и фотографија, као и извесну количину наоружања и других предмета који су припадали партизанским борцима. Највећи део поставке је био посвећен учешћу омладине у НОР и у њу је била укомпонована већина фотографија из сталне изложбе „Пионири данас својим вршњацима”, која се пре тога налазила у Спомен-дому „Бошко Буха”. На реализацији ове изложбе радио је Војни музеј из Београда.
Део изложбе посвећен учешћу омладине у НОБ приказивао је податке о борби, отпору и страдању деце током Другог светског рата у Југославији. По броју страдале деце Југославија се налазила одмах из Совјетског Савеза и Пољске, а деца су страдала у борби, од бомбардовања, мучења у логорима, од глади и болести и др. У систему концентрационих логора у Независној Држави Хрватској налазио се и логор Јастребарско намењен деци и кроз њега је прошло преко 3.300 деце, од чега је страдало 768 деце. У другим логорима широм Југославије страдало је преко 43.000 деце, док је само на Козари од страдало преко 11.000 деце. Након завршетка рата у Југославији је било 280.845 ратне сирочади. Такође, изложба је детаљно приказивала учешће деце и омладине у редовима Народноослободилачке војске Југославије, где их је било у готово свакој јединици. Омладинци су имали и своје јединице — чете, одреде и бригаде. Били су ратници-бомбаши, а најчешће веома вешти курири. Поред учешћа у јединицама, омладинци су обављали разноврсне задатке — носили су храну борцима на положају, скупљању оружја, палили непријатељске камионе и складишта, секли телефонско-телеграфске каблове и др. У централном делу поставке „Музеја пионира и омладине Југославије” налазили су се ликови седам пионира проглашених за народне хероје — Бошка Бухе, Милке Боснић, Олге Бан, Ибе Паликуће, Саве Јовановића Сирогојна, Злата Малаковског и Фане Кочовски Цветковић.
Године 1990. када је отпочео распад СФРЈ Музеј пионира и омладине Југославије је био затворен за јавност и до данас није у функцији. Стручњаци из Музеја у Пријепољу, у чијем се саставу налази Музеј пионира и омладине, 2013. године су предлагали преуређење овог музеја у „Музеј детета”, чија би поставка поред злочина над децом у Другом светском рату и учешћа омладине у антифашистичкој борби, приказивала и „Данак у крви”, као и друга страдања деце кроз векове.

## Спомен-обележја
Меморијални комплекс „Бошко Буха” простирао се на 180 хектара и у свом саставу је поред Спомен-дома „Бошко Буха” и Музеја пионира и омладине Југославије имао неколико спомен-обележја посвећених народном хероју Бошку Бухи, као и неколико споменика из раније историје.

### Споменици Бошку Бухи
Спомен-обележја посвећена Бошку Бухи:
- Место погибије Бошка Бухе — налази се на уласку у Јабуку, из правца Горњих Бабина и обележено је каменим белегом са натписом — Овде је 1943. године погинуо пионир, борац и народни херој Бошко Буха, пионири и омладина Југославије. Ово спомен-обележје постављено је 1966. године и тада је око њега посађено симболичних 17 борова у знак сећања на седамнаест година колико је имао Бошко Буха када је погинуо.[9]
- Споменик Бошку Бухи — налази се на Видиковцу, највишој тачки (1.297 м) која доминира околином. Споменик је постављен 1970. године и представља пионира-борца са пушком на рамену и бомбом у руци, који стоји на отвореној књизи. Аутор споменика је вајарка Мира Летица, а израдила га је према идеји ученице Јадранке Берић из Горњег Милановца, која је била победница на конкурсу „Како замишљам споменик Бошку Бухи”.[10]
- Алеја неустрашиве младости — налази се у непосредној близини Спомен-дома „Бошко Буха” и сачињава је осам спомен-бисти пионира и омладинаца погинулих у Народноослободилачком рату (по један из сваке републике и покрајине). Ове бисте су постављене 1973. године, а њихов аутор је Љубоје Чабаркапа.

- Место погибије Бошка Бухе

### Остали споменици
Остала спомен-обележја која се налазе у непосредној близини Меморијалног комплекса:
- Спомен-гробница бораца НОР — налази се поред старог пута Савин Лакат—Пљевља, у непосредној близини некадашњег насеља омладинских радних бригада. Ова спомен-гробница изграђена је одмах после завршетка рата и подигао ју је Савез бораца НОР. На Споменику се налази спомен-плоча са текстом — Овде су сахрањени посмртни остаци 17 бораца Треће санџачке, Друге пролетерске, Друге далматинске и Пете крајишке бригаде НОВ.[17]
- Споменик палим борцима — налази се на уласку у село Јабуку, са десне стране пута који води из правца Пријепоља. Споменик-обелиск је изграђен у облику тростране пирамиде и на њему се налазе имена 135 палих бораца и жртава фашистичког терора, као и имена бораца из Првог светског рата из села Јабуке, Јунчевића и Звијезда.[4]
- Споменик борцима и ратницима — налази се у непосредној близини Спомен-дома „Бошко Буха” и посвећен је борцима и ратницима ових крајева палим за слободу у Бабинској буни 1875, Првом (1912) и Другом балканском рату (1913) и Првом светском рату (1914—1918). Аутор овог споменика је наивни уметник и пољопривредник Милан Филиповић из села Кучин, који је обликовао зелени гранитни камен. На вешт и занимљив начин на предњој страни насликао је два српска војника, аждају која покушава да прогута Србију, затим тешку и крваву 1916. годину. На задњој страни споменика симболички је нацртао ликове сељака и преље, манастир Милешеву, као и два пауна, који симболишу мир и напредак.[18]
- Спомен-гробница родољуба — налази се у непосредној близини Спомен-дома „Бошко Буха”, на месту где су 6. децембра 1915. године аустроугарски војници стрељали 15 младића из Камене Горе и Јабуке. Повод за ову одмазду било је убиство двојице аустроугарских војника у Каменој Гори, 5. децембра које су извршили Црногорски комити предвођени Ђорђем Кршикапом. Спомен-гробница је изграђена после завршетка Првог светског рата, а 1975. године је постављена бронзана спомен-плоча са именима 15 стрељаних родољуба.[18]
- Споменик омладинских радних бригада — налази се поред некадашњег омладинског насеља и посвећено је учесницима омладинске радне акције на изградњи пруге Београд—Бар кроз долину реке Лим. Подигнуто је 1974. године, а његов аутор је био Ратко Спајић, учесник радне акције. Споменик се састоји од четири висока обелиска, док се на петом ниском обелиску налази спомен-плоча са натписом — Вечно ће подсећати на велика дела младића и девојака који су градили пругу Београд—Бар, а пруга градила њих у времену 1971—75. године. Учесници ОРА „Београд—Бар”.[13]
- Спомен-обележје младих техничара Југославије — налази се у непосредној близини Спомен-дома „Бошко Буха” и посвећено је Четвртој по реду смотри Младих техничара Југославије, која је одржана 1967. године на Јабуци. Овој смотри је присуствовало неколико хиљада младих стваралаца из целе Југославије, као и неколико стотина омладинских делегација. У знак захвалности за пријатан боравак и добру организацију, постављено је спомен-обележје у облику симбола техничара — великог точка.[2]
- Споменик борцу Милану Стојановићу — налази се на сеоском гробљу у Јабуци и подигнут је 1947. године. Милан Стојановић био је борац партизанског батаљона „18. октобар” из Пипера, који је страдао 1. децембра 1941. године на Савином лакту, где је његова јединица имала задатак да спречи продор италијанских јединица из Пријепоља ка нападнутим Пљевљима. Миланов рођени брат Миланко Стојановић испунио је мајчин завет да брата сахрани на месту погибије и сахранио га је на сеоском гробљу. Пионирски одред учесника основне школе у Јабицу, носио је његово име.[19]
- Споменик на Студенцу — налази се на североисточној страни Јабуке, у близини села Горњи Бабинац, код извора Студенац. У средини споменика налази се спомен чесма од белог бетона, на којој се налазе три бронзане плоче са текстовима посвећеним — устаницима Бабинске буне из 1875. године, збору првака одржаном у поводу Младотурске револуције из 1908. године и формирању Прве милешевске партизанске чете, 10. октобра 1941. године. Спомен-чесма подигнута је поводом десетогодишњице Дана устанка народа Србије 7. јула 1951. године, а шире подручје преуређено је и допуњено новим садржајима према пројекту Олге Дивац и Синише Вуковића, 10. октобра 1982. године.[20]
- Споменик страдања мајке и детета — налази се на уласку у село Јабуку, са десне стране пута који води из правца Пријепоља. Споменик представља сведочанство о фашистичким злочинима на Јабуци — приликом италијанског стрељања становника Јабуке, 7. децембра 1941. године, Момчило Матовић је пуким случајем остао жив. Он је присуствовао стрељању његове помајке и сестре и та слика га је дуго година прогонила и пренета је у вајарско дело.[20]
- Спомен-биста девојчице Долорес — налазила се испред зграде Музеја пионира и омладине Југославије. Идеја за постављање овог споменика јавила се након изласка из штампе књиге др Саше Божовић „Теби моја Долорес”, када је велики број читалаца књиге и посетилаца музеја дао предлог да се подигне споменик малој Долорес, која је умрла 1942. године. Спомен-бисту мале Долорес израдила је вајарка Дринка Радовановић и она је представљала својеврстан симбол страдања најмлађих у току рата.[19] Ова спомен-биста уништена је током 1990-их година.
- Спомен-плоче на Савином лакту — Савин лакат налази се надомак Јабуке и преко њега је водио стари пут Пријепоље—Пљевља. На стени на Савином лакту уграђене су две спомен-плоче у знак две борбе које су овде водиле партизанске јединице. На првој спомен-плочи стоји натпис — На овом месту 1. децембра 1941. године, партизански батаљон „18. октобар” из Црне Горе, састављен од бораца из Пипера, Куча и Братоножића, разбио је окупаторску италијанску моторизовану колону која је наступала од Пријепоља према опседнутим Пљевљима. На другој спомен-плочи стоји натпис — Нашој Трећој санџачкој бригади у славу њеног оружја која је овде на Савином лакту 27. XI 1944. године до ногу потукла немачке освајаче, уништила 600 непријатељских војника и запленила ратни плен.[7]

У непосредној близини Спомен-дома „Бошко Буха” априла 2001. године подигнут је „Споменик жртвама комунизма”, који је посвећен палим борцима и симпатизерима Југословенске војске у отаџбини, као и члановима њихових породица, који су погинули или убијени у току рата или непосредно након ослобођења, а са територије су некадашњег Милешевског среза. Споменик је израђен од црног мермера и на њему се налазе имена 222 људи страдалих током 1942. и 1943, а најчешће 1945. године. Изнад имена налази се велики православни крст, грб са двоглавим орлом и натпис — Побијеним од стране комуниста у грађанском рату и миру од 1941. до 1951. године. Иницијатор изградње овог споменика био је Општински одбор Нове Србије из Пријепоља, а открио га је Велимир Илић, председник Нове Србије и тадашњи градоначелник Чачка.

### Алеја неустрашиве младости
Алеја неустрашиве младости представља осам спомен-бисти пионира и омладинаца палих у Народноослободилачком рату — по један из сваке републике и покрајине СФР Југославије — Лепа Радић, Злате Малаковски, Саво Јовановић Сирогојно, Драган Ковачевић, Ганимете Тербеши, Вера Мишчевић, Мате Блажина, и Милан Мравље. Ове бисте су постављене на предлог Савеза удружења бораца Народноослободилачког рата Југославије и Савеза социјалистичке омладине Југославије и свечано су откривене 27. септембра 1973. године поводом тридесете годишњице погибије Бошка Бухе. Аутор ових спомен-бисти био је Љубоје Чабаркапа, наставник из Пљеваља.
У непосредној близини ове Алеје постављене су још две спомен-бисте — биста Славе Ковића, септембра 1983. и биста Бошка Бухе, септембра 1984. године. Обе бисте су рад вајарке Дринке Радовановић.
Имена и кратке биографије пионира и омладинаца чије се бисте налазе у оквиру Алеје неустрашиве младости:
- Бошко Буха (1926—1943), рођен је у Градини, код Вировитице у Славонији. Године 1941. усташе су га са породицом од протерале у Мачву, где је у току лета ступио у партизане. Био је најпре борац Мачванског партизанског одреда, а потом Друге пролетерске бригаде. Као борац-бомбаш учествовао је у многим борбама ове бригаде током 1942. и 1943. године, укључујући борбе на Неретви и Сутјесци. Био је члан СКОЈ-а, а децембра 1942. године је био делегат на Првом заседању УСАОЈ-а у Бихаћу, када је упознао Тита. Погинуо је 27. септембра 1943. када је у Јабуци упао у четничку заседу. За народног хероја проглашен је 20. децембра 1951. године.[15][22]
- Мате Блажина (1925—1944), рођен је у Чемпаровици, код Лабина у Истри. Након капитулације Италије 1943. године, ступио је у партизане. Најпре је био курир, а потом је учествовао у низу диверзантских акција — предводио је групу која је ликвидирала аутобус са 20 Немаца, преобучен у немачку униформу упао је у жандармеријску станицу и заробио 17 Немаца и др. Августа 1944. је због до тада исказане храбрости био одликован Орденом за храброст и примљен у чланство КПЈ. Погинуо је априла 1945. године у борбама код Делница. За народног хероја проглашен је 27. новембра 1953. године.[11][23]
- Саво Јовановић Сирогојно (1926—1944), рођен је у Трнави, код Чајетине на Златибору. Године 1941. је ступио у партизане. Био је најпре борац Ужичког партизанског одреда, а потом Друге пролетерске бригаде. До краја 1942. постао је чувени бомбаш. Због низа бомбашких подвига добио је писмену похвалу од Штаба Друге пролетерске дивизије, а 1943. је примљен у чланство КПЈ, иако није имао довољно година. Погинуо је 2. маја 1944. на Повлену у борбама против Руског заштитног корпуса. За народног хероја проглашен је 24. јула 1953. године.[24][23]
- Драган Ковачевић (1928—1943), рођен је у Нудолу, код Грахова у Црној Гори. Потицао је из познате револуционарне породице Ковачевић, а његов отац Никола Ковачевић био је један од руководилаца КПЈ у Црној Гори. Године 1941. са свега дванаест година је ступио у партизане и био курир свог стрица Саве Ковачевића. Заједно са својим вршњацима Мишом Мирковићем и Љубомиром Кадовићем учествовао је у заробљавању италијанских војника. Погинуо је 13. јуна 1943. у једном од јуриша Треће ударне дивизије током битке на Сутјесци. Заједно са њим страдали су његова деда Благоје, као и стричеви Јанко и Сава.[25]
- Злате Малековски (1926—1944), рођен је у Богдеву, код Гостивара у Македонији. Фебруара 1943. године ступио је у партизане и постао борац партизанског одреда „Кораб”. У једној жестокој борби са Италијанима, априла исте године био је заробљен и одведен у заробљеништво у Тирану, где је осуђен на смрт, али је као малолетан био помилован. Након капитулације Италије, септембра 1943. из затвора одлази у Прву македонско-косовској бригади. На Оснивачком конгресу Антифашистичке омладине Македоније, крајем 1943, био је изабран за члана Главног одбора. Погинуо је фебруара 1944. године у борбама са Бугарима, код Прилепа. За народног хероја проглашен је 9. октобра 1953. године[26][23]
- Вера Мишчевић (1925—1944), рођена је у Белегишу, код Старе Пазове у Срему. Године 1941. ступила је Народноослободилачки покрет, а почетком 1942. је постала члан СКОЈ-а. Фебруара 1943. године отишла је у партизане, где је завршила курс за болничарку. Потом је ступила у Трећу војвођанску бригаду, с којом је прошла многе борбе у Срему и Босни. Била је изузетно храбра и пожртвована па је многе рањенике спасила сигурне смрти. Погинула је октобра 1944. у борбама за ослобођење Обреновца. За народног хероја проглашена је 27. новембра 1953. године.[25][23]
- Милан Мравља (1927—1942), рођен је у Шишки, код Љубљане у Словенији. Био је добар планинар и организатор спортских активности. Члан СКОЈ-а постао је 1941, а Обласног комитета СКОЈ-а за Љубљану 1942. године. Као веома сналажљив био је постављен за курира Доломитског партизанског одреда. Био је веома весео дечак и свирао је хармонику, па је у њој често преносио илегалне поруке. Био је заробљен, али приликом истраге никога није хтео одати. Убијен је 28. септембра 1942. године у Подитуку, код Љубљане.[25]
- Лепа Радић (1925—1943), рођена је у Гашници, код Босанске Градишке у Босанској крајини. Била је члан СКОЈ-а, а децембра 1941. је отишла у партизане на Козару, где је била борац Козарског партизанског одреда. Маја 1942. је примљена у чланство КПЈ и као политички радник упућена у Подгрмеч. Током офанзиве на Козару, као партизански борци страдали су јој отац, стриц и млађи брат. Као члан Среског комитета КПЈ за Босанску Крупу деловала је у раду са омладином, а јануара 1943. била је у делегацији омладине која је дочекала Тита у Јасеници. На почетку Четврте непријатељске офанзиве била је задужена за евакуацију народа на Грмечу. Заједно са групом народа била је заробљена и одведена у Босанку Крупу, где је обешена 11. фебруара 1943. године. За народног хероја проглашена је 20. децембра 1951. године.[11][27]
- Ганиметe Тербеши (1927—1944), рођена је у Ђаковици у Метохији. Била је члан СКОЈ-а и позадински радник. Након убиства њеног брата Абедина Тербешија, члана КПЈ и активног илегалног радника, њена кућа је постала главна база НОП-а у Ђаковици. Пошто је била откривена као комуниста, повукла се у легалност, али је у једној рацији почетком 1944. године била ухапшена са тетком Шефкијом. Била је спроведена у затвор, најпре у Пећ, а потом у Приштину, где је била мучена и злостављана. Немци су је 24. августа 1944. године јавно обесили на градској пијаци у Ђаковици. Приликом јавног вешања, пркосила је непријатељу позивајући народ у борбу.[9]
- Славољуб Слава Ковић (1924—1942), рођен је у Богатићу, у Мачви. Године 1941. ступио је у партизане. Био је курир у Мачванском партизанском одреду. Крајем децембра 1941. године, након Прве непријатељске офанзиве, заробљен је на Церу. У логору Забран у Шапцу био је мучен и малтретиран, али је упорно пркосио, због чега су му локални љотићевци урезали звезду петокраку на чело. Стрељан је 10. јануара 1942. године у Шапцу.[12]

- Лепа Радић, народни херој
- Злате Малаковски, народни херој
- Саво Јовановић Сирогојно, народни херој
- Драган Ковачевић
- Ганимете Тербеши
- Вера Мишчевић, народни херој
- Мате Блажина, народни херој
- Милан Мравља
- Славољуб Слава Ковић
- Бошко Буха, народни херој